# سری ایندریانی
سری ایندریانی (انگلیسی: Sri Indriyani؛ زادهٔ ۱۲ نوامبر ۱۹۷۸) وزنه‌بردار سابق زن اهل اندونزی است.
وی در مسابقات کشوری و بین‌المللی در مجموع برندهٔ ۱ مدال نقره، ۲ مدال برنز شده‌است.